# Internationale Schillertage
Die Internationalen Schillertage sind ein alle zwei Jahre am Nationaltheater Mannheim stattfindendes Theaterfestival.

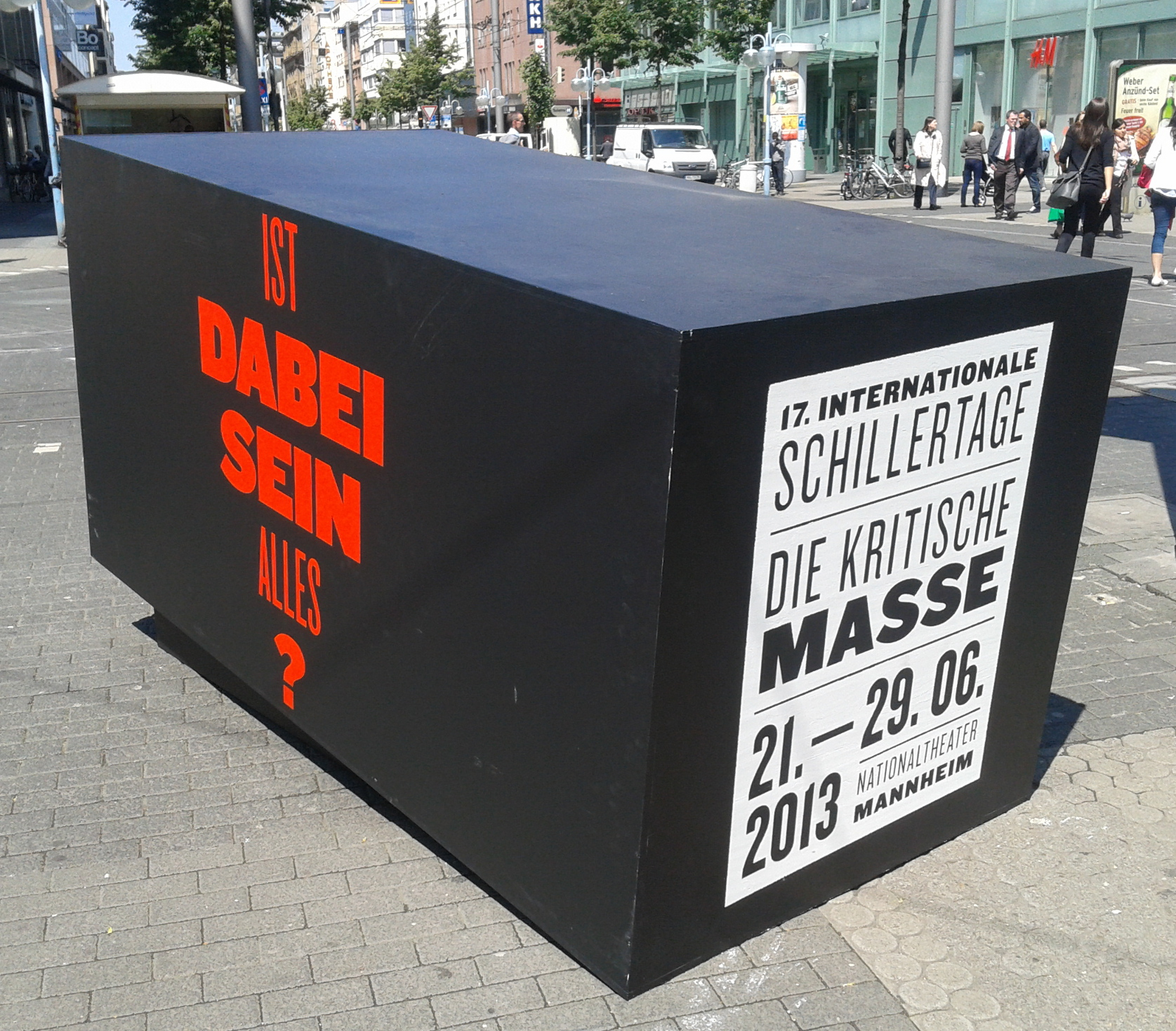
Hinweis auf die Schillertage 2013 auf dem Paradeplatz

Im Zentrum der Veranstaltung stehen Produktionen, die sich mit dem Werk Friedrich Schillers auseinandersetzen.
Der Bezug des Nationaltheaters zu Schiller geht auf eine gemeinsame Zusammenarbeit zurück: Schiller war ab 1783 Mannheims erster Theaterdichter. Bereits im Vorjahr wurde sein Drama Die Räuber am Nationaltheater uraufgeführt.
Die ersten Schillertage fanden 1978 statt. Künstlerischer Leiter der Schillertage war von 2006 bis 2017 Burkhard C. Kosminski, Intendant Schauspiel am Nationaltheater Mannheim. Die Schillertage 2019 standen unter Leitung seines Nachfolgers Christian Holtzhauer. Die 20. Internationalen Schillertage im Jahr 2019 zogen etwa 25.000 Besucher an. Die Veranstaltungen im Jahr 2021 mussten wegen der Einschränkungen durch die Corona-Pandemie im Freien oder überwiegend Online stattfinden. Drei Uraufführungen wurden dabei im Rahmen der Umsetzung neuer Formen der Zusammenarbeit gemeinsam mit freien Kulturinstitutionen Mannheims realisiert. 2023 fand die Veranstaltung unter Leitung von Christian Weise in Kooperation mit der Bundesgartenschau mit vielen Inszenierungen im Freien statt. Im Juni 2025 fand die 23. Ausgabe der Schillertage erneut unter der Leitung Holtzhauers statt. Dabei feierten u. a. zwei Versionen von Kabale und Liebe Premiere.